# Regrabable
Se denomina regrabable a todo soporte óptico en el cual se puede volver a escribir sobre él, en general se refiere a los formatos de CD y DVD. Los datos se graban en el disco mediante lo que se conoce como recubrimiento de cambio de fase.

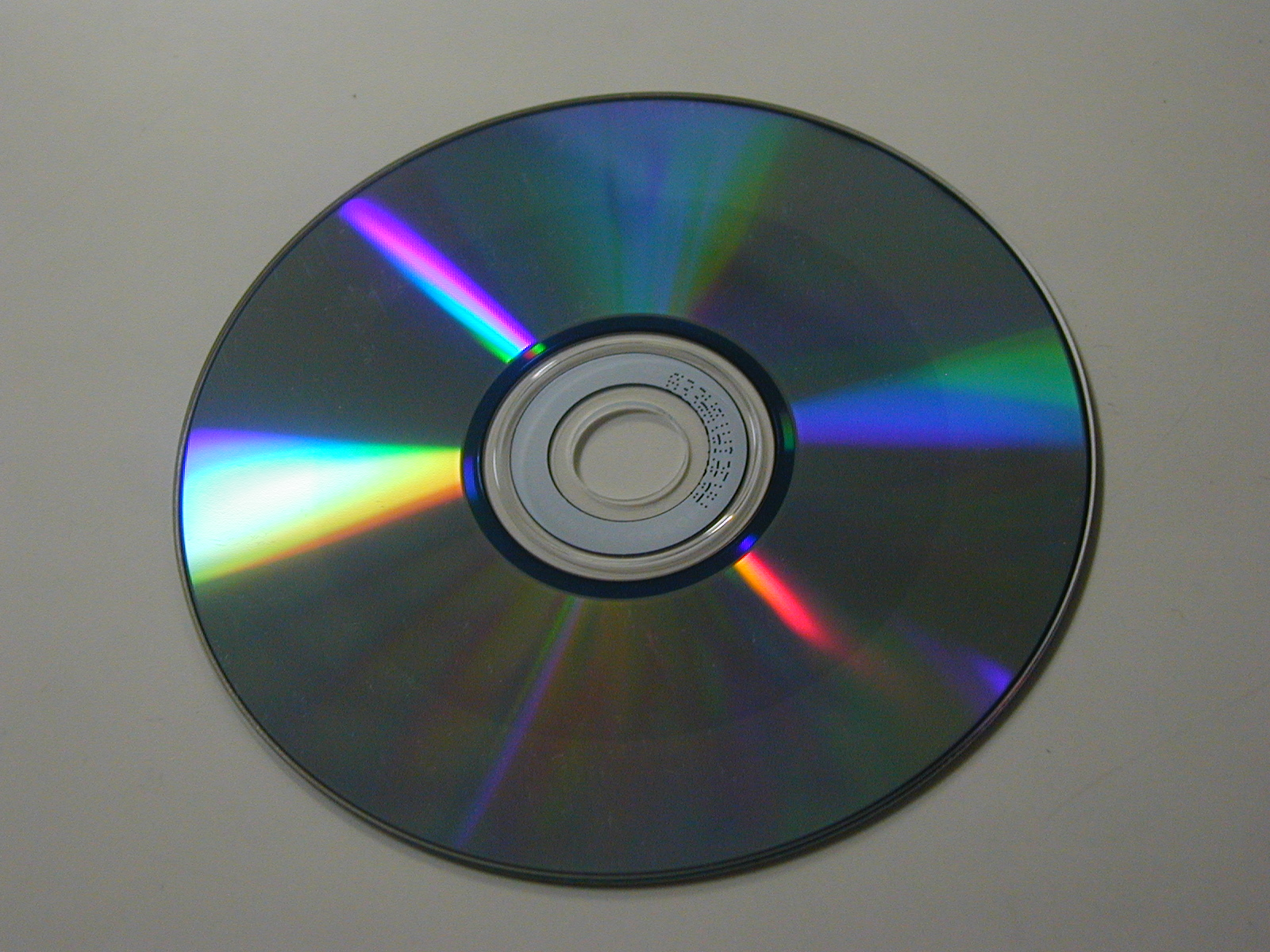
Imagen de un CD regrabable.

## Almacenamiento de datos
La superficie del disco, mientras se encuentra bajo la influencia de un campo magnético, es calentada con un láser. El calor generado por el haz láser hace que la superficie del disco alcance una temperatura crítica conocida como el punto de Curie (cerca de 180 °C). 
Cuando la aleación metálica que conforma el disco alcanza esta temperatura, modifica su estado de cristalización y la propia estructura del material y su reflectividad cambian. Aprovechando este cambio en el estado de cristalización, el flujo magnético alinea los cristales en direcciones opuestas.
Al enfriar el disco rápidamente, el magnetismo inducido permanece. Esto se debe a que al enfriar rápidamente, se reflecta menos luz y el material ya no recristaliza adecuadamente, por lo que no vuelve a su estado original.
Así la información binaria ha quedado almacenada permanentemente. Los fabricantes aseguran que es posible almacenar los datos durante 30 años sin distorsiones o pérdidas.
Para reproducir los datos, el láser simplemente disminuye su potencia y los lee de forma óptica, como en una unidad CD convencional. El soporte para la grabación magneto-óptica son los discos óptico-magnéticos.
- Son discos magneto-ópticos el Minidisc, el DVD-RW, DVD+RW y CD-RW.

- Datos: Q6104425